# Drastic Measures
Drastic Measures – dziewiąty album studyjny amerykańskiej grupy rockowej, Kansas, wydany w lipcu 1983 roku.

## Lista utworów
1. „Fight Fire with Fire” – 3:40
2. „Everybody's My Friend” – 4:09
3. „Mainstream” – 6:36
4. „Andi” – 4:15
5. „Going Through the Motions” – 5:43
6. „Get Rich” – 3:43
7. „Don't Take Your Love Away” – 3:44
8. „End of the Age” – 4:33
9. „Incident on a Bridge” – 5:37

## Twórcy
- Phil Ehart – perkusja
- Dave Hope – gitara basowa
- Kerry Livgren – gitara, instrumenty klawiszowe, śpiew
- John Elefante – instrumenty klawiszowe, śpiew
- Rich Williams – gitara

Gościnnie
- Terry Brock – śpiew
- Kyle Henderson – śpiew
- David Pack – śpiew